# 寺田萌衣
寺田 萌衣（てらだ めい、2005年9月27日 - ）は、韓国のガールズグループSAY MY NAMEのメンバー。SAY MY NAMEにおける活動名はメイ。iNKODE所属。過去にはスターダストプロモーション、HYBEに所属していた。宮崎県出身。

## 略歴
2019年4月、スターダストプロモーション名古屋営業所のレッスン生グループ「N-Twinkle TRIBE」のメンバーとして活動を始める。
2021年春、スターダストプロモーションの女性アイドルグループ私立恵比寿中学の新メンバーオーディションに参加した。
2021年4月21日から24日までニコニコ生放送で生配信された最終審査となる『私立恵比寿中学「エビ中新メンバーオーディション合宿」3泊4日生中継』と、YouTubeにも出演したが寺田は落選し不合格となった。メジャーデビュー記念日である5月5日に最終審査発表された。風見和香 、桜木心菜、小久保柚乃が新メンバーに決定した。2021年9月30日、スターダストプロモーションを退所した。
2023年9月、HYBEとゲフィン・レコードによるサバイバルオーディション番組『The Debut: Dream Academy』（ABEMA）に出演したが不合格となった。
2024年9月4日、SAY MY NAMEのデビューメンバーとして公開された。
2024年10月16日、SAY MY NAMEとしての初のEP『SAY MY NAME』にてデビューを果たした。

## 人物
- 小久保柚乃（私立恵比寿中学）とはスターダストプロモーション名古屋営業所のレッスン生グループN-Twinkle TRIBEのメンバー同士であった[7]。2021年に行われた私立恵比寿中学新メンバーオーディションの最終選考に選ばれた9名の中に小久保柚乃と寺田萌衣が残っていた[2][注 1]。最終的に小久保柚乃は合格し、寺田萌衣は落選した[8]。
- 2歳上の姉がいる。姉とはいつもケンカする仲でケンカでは姉に勝つ。姉をイラ立たせるのが得意と明かした[9]

## 出演
- エビ中新メンバーオーディション合宿（2021年4月21日 - 24日、ニコニコ生放送）[2]
- The Debut: Dream Academy（2023年9月2日 - 10月9日、ABEMA）[4]

## 作品
- SAY MY NAME「ShaLala（Japanese version）」 - HITOMI（本田仁美）と共訳詞[10]